# Polonca Komar
Polonca Komar, slovenska ekonomistka in političarka, * 17. december 1967.
Komarjeva, do izvolitve vodja projektov na RTV SLO, je bila leta 2011 na Državljanski listi Gregorja Viranta izvoljena v Državni zbor Republike Slovenije.